# Euchlaena concisaria
Euchlaena concisaria là một loài bướm đêm trong họ Geometridae.